# Fast Break
Fast Break est un jeu vidéo de sport (basket-ball) développé et édité par Accolade, sorti en 1989 sur DOS, Mac, Amiga, Apple II et Commodore 64.

## Accueil
- Computer and Video Games : 52 % (C64)[1]